# 水橋温泉
水橋温泉（みずはしおんせん）は、富山県富山市水橋中村栄町に位置する温泉である。ごくらくの湯という名の日帰り温泉として営業している。ソフトエネルギーシステムによって運営されている。

## 概要
2005年10月8日開湯で地下1400mの源泉を利用した温泉である。オープンから数日間は無料期間とし、10月16日の利用者数は約870人であった。

## 泉質
富山県内の公衆浴場では珍しく、720 - 740リットル毎分という豊富な湯量の源泉を自噴掛け流している。温泉は褐色のモール泉でアブラ臭がするのが特徴。滑らか他溜まるとな湯で、体の芯から温まると好評である。
- ナトリウム-塩化物泉
  - 源泉温度55.5 ℃[1]
  - 塩味、アブラ臭、黄褐色
  - 低張性・弱アルカリ性・高温泉
  - pH7.6[3]
  - 溶存物質は3,967mg/kg[3]
  - 源泉の深さは1,400m[3]

疲労回復、神経痛、筋肉痛、冷え性などに効能があるとされている。

## 温泉街
平屋建ての保養施設が一つある。シャンプーなどは持参するか購入する必要のある銭湯型の温泉施設である。二つの内湯（泡風呂と深さ約1mの体操浴場）と露天風呂がある。露天風呂からは日本庭園を楽しめる。
保養施設
- 水橋温泉 ごくらくの湯

## 交通アクセス
公共交通
富山地方鉄道バス72・79系統の「水橋中村町」バス停で下車し200m。
もしくはあいの風とやま鉄道の水橋駅で下車し徒歩25分ほど。
車
富山県道1号富山魚津線沿いからほど近く。駐車場は約50台。